# Liste der Nummer-eins-Hits in den USA (2005)
Dies ist eine Liste der Nummer-eins-Hits in den von Billboard ermittelten Charts in den USA (Hot 100) im Jahr 2005. In diesem Jahr gab es sieben Nummer-eins-Singles und sechsunddreißig Nummer-eins-Alben.

## Singles
| ← 2004 ← | Liste der Nummer-eins-Hits in den USA | Liste der Nummer-eins-Hits in den USA | Liste der Nummer-eins-Hits in den USA | 2006 →                    |
| \| Zeitraum \| Wo. ges. \| Interpret \| Titel Autor(en) \| Zusätzliche Informationen \| \| (Zeitraum, Wochen auf Platz eins, Interpret, Titel, Autor[en], zusätzliche Informationen) \| \| \| \| \| \| ----------------------------------------------------------------------------------------- \| -------- \| --------------------------- \| ----------------------------------------------------------------------------------------------------------------------------------------------------------- \| ------------------------- \| \| 1. Januar 2005 – 4. März 2005 9 Wochen (insgesamt 9) \| 9 \| Mario \| Let Me Love You[1] Shaffer Smith, Scott Storch \| – \| \| 5. März 2005 – 6. Mai 2005 9 Wochen (insgesamt 9) \| 9 \| 50 Cent feat. Olivia \| Candy Shop[2] Curtis Jackson, Scott Storch \| – \| \| 7. Mai 2005 – 3. Juni 2005 4 Wochen (insgesamt 4) \| 4 \| Gwen Stefani \| Hollaback Girl[3] Gwen Stefani, Pharrell Williams, Chad Hugo \| – \| \| 4. Juni 2005 – 1. Juli 2005 4 Wochen (insgesamt 14) \| 14 \| Mariah Carey \| We Belong Together[4] Mariah Carey, Jermaine Dupri, Manuel Seal, Johntá Austin, Kenneth Edmonds, Darnell Bristol, Bobby Womack, Patrick Moten, Sandra Sully \| – \| \| 2. Juli 2005 – 8. Juli 2005 1 Woche (insgesamt 1) \| 1 \| Carrie Underwood \| Inside Your Heaven[5] Andreas Carlsson, Pelle Nylén, Savan Kotecha \| – \| \| 9. Juli 2005 – 16. September 2005 10 Wochen (insgesamt 14) \| 14 \| Mariah Carey \| We Belong Together Mariah Carey, Jermaine Dupri, Manuel Seal, Johntá Austin, Kenneth Edmonds, Darnell Bristol, Bobby Womack, Patrick Moten, Sandra Sully \| – \| \| 17. September 2005 – 25. November 2005 10 Wochen (insgesamt 10) \| 10 \| Kanye West feat. Jamie Foxx \| Gold Digger[6] Kanye West, Ray Charles, Renald Richard \| – \| \| 26. November 2005 – 30. Dezember 2005 5 Wochen (insgesamt 5) \| 5 \| Chris Brown \| Run It![7] Scott Storch, Sean Garrett, LaRon James \| – \| |                                       |                                       | |                           |
| ← 2004 |                                       |                                       | | → 2006 →                  |
| Zeitraum | Wo. ges.                              | Interpret                             | Titel Autor(en) | Zusätzliche Informationen |
| (Zeitraum, Wochen auf Platz eins, Interpret, Titel, Autor[en], zusätzliche Informationen) |                                       |                                       | |                           |
| 1. Januar 2005 – 4. März 2005 9 Wochen (insgesamt 9) | 9                                     | Mario                                 | Let Me Love You Shaffer Smith, Scott Storch | –                         |
| 5. März 2005 – 6. Mai 2005 9 Wochen (insgesamt 9) | 9                                     | 50 Cent feat. Olivia                  | Candy Shop Curtis Jackson, Scott Storch | –                         |
| 7. Mai 2005 – 3. Juni 2005 4 Wochen (insgesamt 4) | 4                                     | Gwen Stefani                          | Hollaback Girl Gwen Stefani, Pharrell Williams, Chad Hugo                                                                                                | –                         |
| 4. Juni 2005 – 1. Juli 2005 4 Wochen (insgesamt 14) | 14                                    | Mariah Carey                          | We Belong Together Mariah Carey, Jermaine Dupri, Manuel Seal, Johntá Austin, Kenneth Edmonds, Darnell Bristol, Bobby Womack, Patrick Moten, Sandra Sully | –                         |
| 2. Juli 2005 – 8. Juli 2005 1 Woche (insgesamt 1) | 1                                     | Carrie Underwood                      | Inside Your Heaven Andreas Carlsson, Pelle Nylén, Savan Kotecha                                                                                          | –                         |
| 9. Juli 2005 – 16. September 2005 10 Wochen (insgesamt 14) | 14                                    | Mariah Carey                          | We Belong Together Mariah Carey, Jermaine Dupri, Manuel Seal, Johntá Austin, Kenneth Edmonds, Darnell Bristol, Bobby Womack, Patrick Moten, Sandra Sully | –                         |
| 17. September 2005 – 25. November 2005 10 Wochen (insgesamt 10) | 10                                    | Kanye West feat. Jamie Foxx           | Gold Digger Kanye West, Ray Charles, Renald Richard | –                         |
| 26. November 2005 – 30. Dezember 2005 5 Wochen (insgesamt 5) | 5                                     | Chris Brown                           | Run It! Scott Storch, Sean Garrett, LaRon James | –                         |

## Alben
| ← 2004 ← | Liste der Nummer-eins-Alben in den USA | Liste der Nummer-eins-Alben in den USA | Liste der Nummer-eins-Alben in den USA       | 2006 →                    |
| \| Zeitraum \| Wo. ges. \| Interpret \| Titel \| Zusätzliche Informationen \| \| (Zeitraum, Wochen auf Platz eins, Interpret, Titel, zusätzliche Informationen) \| \| \| \| \| \| ------------------------------------------------------------------------------ \| -------- \| ------------------ \| ------------------------------------------------ \| ------------------------- \| \| 1. Januar 2005 – 7. Januar 2005 1 Woche (insgesamt 1) \| 1 \| 2Pac \| Loyal to the Game[8] \| – \| \| 8. Januar 2005 – 21. Januar 2005 2 Wochen (insgesamt 4) \| 4 \| Eminem \| Encore[9] \| – \| \| 22. Januar 2005 – 4. Februar 2005 2 Wochen (insgesamt 3) \| 3 \| Green Day \| American Idiot[10] \| – \| \| 5. Februar 2005 – 11. Februar 2005 1 Woche (insgesamt 1) \| 1 \| The Game \| The Documentary[11] \| – \| \| 12. Februar 2005 – 18. Februar 2005 1 Woche (insgesamt 1) \| 1 \| Kenny Chesney \| Be As You Are (Songs from an Old Blue Chair)[12] \| – \| \| 19. Februar 2005 – 25. Februar 2005 1 Woche (insgesamt 2) \| 2 \| The Game \| The Documentary \| – \| \| 26. Februar 2005 – 4. März 2005 1 Woche (insgesamt 1) \| 1 \| 3 Doors Down \| Seventeen Days[13] \| – \| \| 5. März 2005 – 11. März 2005 1 Woche (insgesamt 1) \| 1 \| Ray Charles \| Genius Loves Company[14] \| – \| \| 12. März 2005 – 18. März 2005 1 Woche (insgesamt 1) \| 1 \| Omarion \| O[15] \| – \| \| 19. März 2005 – 29. April 2005 6 Wochen (insgesamt 6) \| 6 \| 50 Cent \| The Massacre[16] \| – \| \| 30. April 2005 – 6. Mai 2005 1 Woche (insgesamt 2) \| 2 \| Mariah Carey \| The Emancipation of Mimi[17] \| – \| \| 7. Mai 2005 – 13. Mai 2005 1 Woche (insgesamt 1) \| 1 \| Rob Thomas \| …Something to Be[18] \| – \| \| 14. Mai 2005 – 20. Mai 2005 1 Woche (insgesamt 1) \| 1 \| Bruce Springsteen \| Devils & Dust[19] \| – \| \| 21. Mai 2005 – 27. Mai 2005 1 Woche (insgesamt 1) \| 1 \| Nine Inch Nails \| With Teeth[20] \| – \| \| 28. Mai 2005 – 3. Juni 2005 1 Woche (insgesamt 1) \| 1 \| Dave Matthews Band \| Stand Up[21] \| – \| \| 4. Juni 2005 – 10. Juni 2005 1 Woche (insgesamt 1) \| 1 \| System of a Down \| Mezmerize[22] \| – \| \| 11. Juni 2005 – 17. Juni 2005 1 Woche (insgesamt 1) \| 1 \| Audioslave \| Out of Exile[23] \| – \| \| 18. Juni 2005 – 24. Juni 2005 1 Woche (insgesamt 2) \| 2 \| Mariah Carey \| The Emancipation of Mimi \| – \| \| 25. Juni 2005 – 15. Juli 2005 3 Wochen (insgesamt 3) \| 3 \| Coldplay \| X&Y[24] \| – \| \| 16. Juli 2005 – 22. Juli 2005 1 Woche (insgesamt 1) \| 1 \| George Strait \| Somewhere Down in Texas[25] \| – \| \| 23. Juli 2005 – 5. August 2005 2 Wochen (insgesamt 2) \| 2 \| R. Kelly \| TP-3: Reloaded[26] \| – \| \| 6. August 2005 – 19. August 2005 2 Wochen (insgesamt 2) \| 2 \| Various Artists \| Now That’s What I Call Music! 19[27] \| – \| \| 20. August 2005 – 26. August 2005 1 Woche (insgesamt 1) \| 1 \| Faith Hill \| Fireflies[28] \| – \| \| 27. August 2005 – 2. September 2005 1 Woche (insgesamt 1) \| 1 \| Staind \| Chapter V[29] \| – \| \| 3. September 2005 – 16. September 2005 2 Wochen (insgesamt 2) \| 2 \| Hilary Duff \| Most Wanted[30] \| – \| \| 17. September 2005 – 30. September 2005 2 Wochen (insgesamt 2) \| 2 \| Kanye West \| Late Registration[31] \| – \| \| 1. Oktober 2005 – 7. Oktober 2005 1 Woche (insgesamt 1) \| 1 \| Paul Wall \| The Peoples Champ[32] \| – \| \| 8. Oktober 2005 – 14. Oktober 2005 1 Woche (insgesamt 1) \| 1 \| Disturbed \| Ten Thousand Fists[33] \| – \| \| 15. Oktober 2005 – 21. Oktober 2005 1 Woche (insgesamt 1) \| 1 \| Gretchen Wilson \| All Jacked Up[34] \| – \| \| 22. Oktober 2005 – 28. Oktober 2005 1 Woche (insgesamt 1) \| 1 \| Nickelback \| All the Right Reasons[35] \| – \| \| 29. Oktober 2005 – 4. November 2005 1 Woche (insgesamt 1) \| 1 \| Alicia Keys \| Unplugged[36] \| – \| \| 5. November 2005 – 11. November 2005 1 Woche (insgesamt 1) \| 1 \| Ashlee Simpson \| I Am Me[37] \| – \| \| 12. November 2005 – 18. November 2005 1 Woche (insgesamt 1) \| 1 \| Destiny’s Child \| Number 1’s[38] \| – \| \| 19. November 2005 – 25. November 2005 1 Woche (insgesamt 1) \| 1 \| Various Artists \| Now That’s What I Call Music! 20[39] \| – \| \| 26. November 2005 – 2. Dezember 2005 1 Woche (insgesamt 1) \| 1 \| Kenny Chesney \| The Road and the Radio[40] \| – \| \| 3. Dezember 2005 – 9. Dezember 2005 1 Woche (insgesamt 1) \| 1 \| Madonna \| Confessions on a Dance Floor[41] \| – \| \| 10. Dezember 2005 – 16. Dezember 2005 1 Woche (insgesamt 1) \| 1 \| System of a Down \| Hypnotize[42] \| – \| \| 17. Dezember 2005 – 23. Dezember 2005 1 Woche (insgesamt 2) \| 2 \| Various Artists \| Now That’s What I Call Music! 20 \| – \| \| 24. Dezember 2005 – 30. Dezember 2005 1 Woche (insgesamt 1) \| 1 \| Eminem \| Curtain Call: The Hits[43] \| – \| |                                        |                                        |                                              |                           |
| ← 2004 |                                        |                                        |                                              | → 2006 →                  |
| Zeitraum | Wo. ges.                               | Interpret                              | Titel                                        | Zusätzliche Informationen |
| (Zeitraum, Wochen auf Platz eins, Interpret, Titel, zusätzliche Informationen) |                                        |                                        |                                              |                           |
| 1. Januar 2005 – 7. Januar 2005 1 Woche (insgesamt 1) | 1                                      | 2Pac                                   | Loyal to the Game                            | –                         |
| 8. Januar 2005 – 21. Januar 2005 2 Wochen (insgesamt 4) | 4                                      | Eminem                                 | Encore                                       | –                         |
| 22. Januar 2005 – 4. Februar 2005 2 Wochen (insgesamt 3) | 3                                      | Green Day                              | American Idiot                               | –                         |
| 5. Februar 2005 – 11. Februar 2005 1 Woche (insgesamt 1) | 1                                      | The Game                               | The Documentary                              | –                         |
| 12. Februar 2005 – 18. Februar 2005 1 Woche (insgesamt 1) | 1                                      | Kenny Chesney                          | Be As You Are (Songs from an Old Blue Chair) | –                         |
| 19. Februar 2005 – 25. Februar 2005 1 Woche (insgesamt 2) | 2                                      | The Game                               | The Documentary                              | –                         |
| 26. Februar 2005 – 4. März 2005 1 Woche (insgesamt 1) | 1                                      | 3 Doors Down                           | Seventeen Days                               | –                         |
| 5. März 2005 – 11. März 2005 1 Woche (insgesamt 1) | 1                                      | Ray Charles                            | Genius Loves Company                         | –                         |
| 12. März 2005 – 18. März 2005 1 Woche (insgesamt 1) | 1                                      | Omarion                                | O                                            | –                         |
| 19. März 2005 – 29. April 2005 6 Wochen (insgesamt 6) | 6                                      | 50 Cent                                | The Massacre                                 | –                         |
| 30. April 2005 – 6. Mai 2005 1 Woche (insgesamt 2) | 2                                      | Mariah Carey                           | The Emancipation of Mimi                     | –                         |
| 7. Mai 2005 – 13. Mai 2005 1 Woche (insgesamt 1) | 1                                      | Rob Thomas                             | …Something to Be                             | –                         |
| 14. Mai 2005 – 20. Mai 2005 1 Woche (insgesamt 1) | 1                                      | Bruce Springsteen                      | Devils & Dust                                | –                         |
| 21. Mai 2005 – 27. Mai 2005 1 Woche (insgesamt 1) | 1                                      | Nine Inch Nails                        | With Teeth                                   | –                         |
| 28. Mai 2005 – 3. Juni 2005 1 Woche (insgesamt 1) | 1                                      | Dave Matthews Band                     | Stand Up                                     | –                         |
| 4. Juni 2005 – 10. Juni 2005 1 Woche (insgesamt 1) | 1                                      | System of a Down                       | Mezmerize                                    | –                         |
| 11. Juni 2005 – 17. Juni 2005 1 Woche (insgesamt 1) | 1                                      | Audioslave                             | Out of Exile                                 | –                         |
| 18. Juni 2005 – 24. Juni 2005 1 Woche (insgesamt 2) | 2                                      | Mariah Carey                           | The Emancipation of Mimi                     | –                         |
| 25. Juni 2005 – 15. Juli 2005 3 Wochen (insgesamt 3) | 3                                      | Coldplay                               | X&Y                                          | –                         |
| 16. Juli 2005 – 22. Juli 2005 1 Woche (insgesamt 1) | 1                                      | George Strait                          | Somewhere Down in Texas                      | –                         |
| 23. Juli 2005 – 5. August 2005 2 Wochen (insgesamt 2) | 2                                      | R. Kelly                               | TP-3: Reloaded                               | –                         |
| 6. August 2005 – 19. August 2005 2 Wochen (insgesamt 2) | 2                                      | Various Artists                        | Now That’s What I Call Music! 19             | –                         |
| 20. August 2005 – 26. August 2005 1 Woche (insgesamt 1) | 1                                      | Faith Hill                             | Fireflies                                    | –                         |
| 27. August 2005 – 2. September 2005 1 Woche (insgesamt 1) | 1                                      | Staind                                 | Chapter V                                    | –                         |
| 3. September 2005 – 16. September 2005 2 Wochen (insgesamt 2) | 2                                      | Hilary Duff                            | Most Wanted                                  | –                         |
| 17. September 2005 – 30. September 2005 2 Wochen (insgesamt 2) | 2                                      | Kanye West                             | Late Registration                            | –                         |
| 1. Oktober 2005 – 7. Oktober 2005 1 Woche (insgesamt 1) | 1                                      | Paul Wall                              | The Peoples Champ                            | –                         |
| 8. Oktober 2005 – 14. Oktober 2005 1 Woche (insgesamt 1) | 1                                      | Disturbed                              | Ten Thousand Fists                           | –                         |
| 15. Oktober 2005 – 21. Oktober 2005 1 Woche (insgesamt 1) | 1                                      | Gretchen Wilson                        | All Jacked Up                                | –                         |
| 22. Oktober 2005 – 28. Oktober 2005 1 Woche (insgesamt 1) | 1                                      | Nickelback                             | All the Right Reasons                        | –                         |
| 29. Oktober 2005 – 4. November 2005 1 Woche (insgesamt 1) | 1                                      | Alicia Keys                            | Unplugged                                    | –                         |
| 5. November 2005 – 11. November 2005 1 Woche (insgesamt 1) | 1                                      | Ashlee Simpson                         | I Am Me                                      | –                         |
| 12. November 2005 – 18. November 2005 1 Woche (insgesamt 1) | 1                                      | Destiny’s Child                        | Number 1’s                                   | –                         |
| 19. November 2005 – 25. November 2005 1 Woche (insgesamt 1) | 1                                      | Various Artists                        | Now That’s What I Call Music! 20             | –                         |
| 26. November 2005 – 2. Dezember 2005 1 Woche (insgesamt 1) | 1                                      | Kenny Chesney                          | The Road and the Radio                       | –                         |
| 3. Dezember 2005 – 9. Dezember 2005 1 Woche (insgesamt 1) | 1                                      | Madonna                                | Confessions on a Dance Floor                 | –                         |
| 10. Dezember 2005 – 16. Dezember 2005 1 Woche (insgesamt 1) | 1                                      | System of a Down                       | Hypnotize                                    | –                         |
| 17. Dezember 2005 – 23. Dezember 2005 1 Woche (insgesamt 2) | 2                                      | Various Artists                        | Now That’s What I Call Music! 20             | –                         |
| 24. Dezember 2005 – 30. Dezember 2005 1 Woche (insgesamt 1) | 1                                      | Eminem                                 | Curtain Call: The Hits                       | –                         |

## Jahreshitparaden
| ← 2004 ← | Liste der Nummer-eins-Hits in den USA | Liste der Nummer-eins-Hits in den USA  | Liste der Nummer-eins-Hits in den USA | 2006 →   |
| \| Singles \| Position# \| Alben \| \| --------------------------------------------------------------------------------------------------------------------------------------------------------------------- \| --------- \| -------------------------------------- \| \| We Belong Together Mariah Carey Mariah Carey, Jermaine Dupri, Manuel Seal, Johntá Austin, Kenneth Edmonds, Darnell Bristol, Bobby Womack, Patrick Moten, Sandra Sully \| 1 \| The Massacre 50 Cent \| \| Hollaback Girl Gwen Stefani Gwen Stefani, Pharrell Williams, Chad Hugo \| 2 \| Encore Eminem \| \| Let Me Love You Mario Shaffer Smith, Scott Storch \| 3 \| American Idiot Green Day \| \| Since U Been Gone Kelly Clarkson Max Martin, Lukasz Gottwald \| 4 \| The Emancipation of Mimi Mariah Carey \| \| 1, 2 Step Ciara feat. Missy Elliott Ciara Harris, Missy Elliott, Phalon Alexander, T.I. \| 5 \| Breakaway Kelly Clarkson \| \| Gold Digger Kanye West feat. Jamie Foxx Kanye West, Ray Charles, Renald Richard \| 6 \| Love. Angel. Music. Baby. Gwen Stefani \| \| Boulevard of Broken Dreams Green Day Billie Joe Armstrong, Mike Dirnt, Tré Cool \| 7 \| Destiny Fulfilled Destiny’s Child \| \| Candy Shop 50 Cent feat. Olivia Curtis Jackson, Scott Storch \| 8 \| How to Dismantle an Atomic Bomb U2 \| \| Don’t Cha Pussycat Dolls feat. Busta Rhymes Thomas Callaway, Anthony Ray, Trevor Smith \| 9 \| Greatest Hits Shania Twain \| \| Behind These Hazel Eyes Kelly Clarkson Kelly Clarkson, Max Martin, Luke Gottwald \| 10 \| Confessions Usher \| |                                       |                                        |                                       |          |
| ← 2004 |                                       |                                        |                                       | → 2006 → |
| Singles | Position#                             | Alben                                  |                                       |          |
| We Belong Together Mariah Carey Mariah Carey, Jermaine Dupri, Manuel Seal, Johntá Austin, Kenneth Edmonds, Darnell Bristol, Bobby Womack, Patrick Moten, Sandra Sully | 1                                     | The Massacre 50 Cent                   |                                       |          |
| Hollaback Girl Gwen Stefani Gwen Stefani, Pharrell Williams, Chad Hugo | 2                                     | Encore Eminem                          |                                       |          |
| Let Me Love You Mario Shaffer Smith, Scott Storch | 3                                     | American Idiot Green Day               |                                       |          |
| Since U Been Gone Kelly Clarkson Max Martin, Lukasz Gottwald | 4                                     | The Emancipation of Mimi Mariah Carey  |                                       |          |
| 1, 2 Step Ciara feat. Missy Elliott Ciara Harris, Missy Elliott, Phalon Alexander, T.I. | 5                                     | Breakaway Kelly Clarkson               |                                       |          |
| Gold Digger Kanye West feat. Jamie Foxx Kanye West, Ray Charles, Renald Richard | 6                                     | Love. Angel. Music. Baby. Gwen Stefani |                                       |          |
| Boulevard of Broken Dreams Green Day Billie Joe Armstrong, Mike Dirnt, Tré Cool | 7                                     | Destiny Fulfilled Destiny’s Child      |                                       |          |
| Candy Shop 50 Cent feat. Olivia Curtis Jackson, Scott Storch | 8                                     | How to Dismantle an Atomic Bomb U2     |                                       |          |
| Don’t Cha Pussycat Dolls feat. Busta Rhymes Thomas Callaway, Anthony Ray, Trevor Smith | 9                                     | Greatest Hits Shania Twain             |                                       |          |
| Behind These Hazel Eyes Kelly Clarkson Kelly Clarkson, Max Martin, Luke Gottwald | 10                                    | Confessions Usher                      |                                       |          |